# Němčice (powiat Svitavy)
Němčice – miejscowość i gmina (obec) w Czechach, w kraju pardubickim, w powiecie Svitavy. W 2022 roku liczyła 1013 mieszkańców.